# Salvatore Lo Piccolo
Salvatore Lo Piccolo (nacido en Palermo, el 20 de julio de 1942), también conocido como el Barón (il Barone), es un mafioso siciliano y uno de los jefes más poderosos de la Cosa Nostra de Palermo, Sicilia. Ha sido jefe de la familia de la Mafia de Cardillo–Tommaso Natale desde los años 70 y del mandamento de San Lorenzo desde principios de los años 90. Substituyó a Salvatore Biondino cuando fue detenido en enero de 1993 junto con el 'capo dei capi' Salvatore Toto Riina. Lo Piccolo era un fugitivo desde 1983 hasta su detención el 5 de noviembre de 2007.
Lo Piccolo es también conocido como "u vascu," dialecto siciliano de "il vecchio", que se traduce al castellano como "el viejo" o "el anciano". En la correspondencia clandestina con el antiguo jefe de la mafia Bernardo Provenzano, Salvatore Lo Piccolo solía identificarse por el número 30. 
La fortuna de Lo Piccolo vino del tráfico de cocaína internacional, extorsión de empresas, y el robo de dinero asignado para los proyectos de obras públicas.  Invirtió la mayor parte de sus ingresos en bienes de inmueble. Lo Piccolo aprobó por mucho tiempo la política de Provenzano de no dirigir la violencia hacia el estado y  prefería el arbitraje como medio para resolver los conflictos entre facciones rivales de la mafia.

## Antecedentes de la Mafia
Salvatore Lo Piccolo fue construido en febrero de 2007, basada en la foto que está en lo alto del artículo. El fotomontaje realmente con exactitud no reflejó el cambio del aspecto de Lo Piccolo como se hizo claro cuando  fue detenido en noviembre de 2007.
Salvatore Lo Piccolo nació en la vecindad Partanna Mondello de Palermo. Lo Piccolo era el conductor del jefe de la Mafia local Rosario Riccobono, que fue asesinado en la segunda guerra mafiosa. Lo Piccolo se cambió de bando y se hizo aliado de Corleonesi. Durante los años siguientes fue capaz de ampliar su influencia en el área y alrededores de Palermo.
Lo Piccolo tiene bastante influencia en Palermo y se extiende hasta Capaci, Isola delle Femmine, Carini, Villagrazia di Carini, Sferracavallo y Partanna-Mondello. Según la DIA italiana (Direzione Investigativa Antimafia), Salvatore Lo Piccolo y su hijo, Sandro Lo Piccolo, están a cargo de la mayor parte del territorio urbano de Palermo. Su área de influencia abarca el "mandamenti" de San Lorenzo, Passo di Rigano y Gangi, incluida la zona costera hasta Cefalù, y parte del territorio de Mesina, incluidas las ciudades de Mistretta y Tortorici. Supuestamente Lo Piccolo, reunió su fortuna con el tráfico de drogas y descremando fuera de los contratos del público. Él obligó a los residentes de bajos ingresos de vivienda en la zona "ZEN" de Palermo a pagarle para mantener los edificios y pasillos iluminados.
Al parecer Salvatore Lo Piccolo tiene fuertes vínculos con la Cosa Nostra.

## ¿Sucesor de Bernardo Provenzano?
Después de la detención de Bernardo Provenzano el 11 de abril de 2006, Salvatore Lo Piccolo y Matteo Mesina Denaro (como se esperaba) eran los nuevos dirigentes de la Cosa Nostra. Sin embargo, el pizzini (pequeños trozos de papel que utilizan los mafiosos unos con otros para comunicarse y para evitar conversaciones telefónicas), en el escondite de Provenzano indicó que el conjunto de diputados en Palermo eran Salvatore Lo Piccolo y Antonio Rotolo, capo del mandamento de Pagliarelli, un Corleonesi leal en los días de Totò Riina. En un mensaje refiriéndose a una decisión importante para la Cosa Nostra, Provenzano le dijo a Rotolo: "Depende de ti, de mí y de Salvatore Lo Piccolo para decidir esta cosa."
El fiscal de antimafia Antonio Ingroia de la (DDA) Direzione distrettuale antimafia de Palermo, dice que es poco probable que haya una guerra más que llenar en los zapatos de Provenzano. "En este momento no creo que sea posible", dijo. De los dos posibles sucesores, Ingroia piensa que Lo Piccolo era el más probable heredero de la Cosa Nostra. "Él es de Palermo, y esto sigue siendo el baluarte más poderoso de la mafia", dijo Ingroia.
Al principio la 'pax mafiosa' se había instalado después de la detención de Provenzano, porque ni Lo Piccolo ni Matteo Mesina Denaro parecían tener fuerzas suficientes para tener el control de Cosa Nostra, según la agencia de noticias italiana ANSA. Investigaciones posteriores revelaron que Salvatore Lo Piccolo y Mesina Denaro habían alcanzado un alojamiento y que la verdadera amenaza a Lo Piccolo vino de Rotolo que fue detenido en junio de 2006.
Según ANSA, "la policía estuvo preocupada por un par de golpes de alto nivel que temieron que podría provocar una verdadera guerra de sucesión. La policía dijo que Lo Piccolo tenía mayor ventaja porque él había sido el brazo derecho de Provenzano en Palermo y su mayor experiencia la ganó con el respeto de la más vieja generación de jefes de la Cosa Nostra ya que ellos siguieron la política de Provenzano con un perfil tan bajo como fuera posible reforzando su red de poder. Aquellos jefes sanguinarios habían sido capturados gracias a la ayuda de Provenzano cuando él acabó con aquellos actos terroristas liderados por Salvatore Riina contra el estado que masacró a los fiscales antimafia Giovanni Falcone y Paolo Borsellino en 1992. " 

## Conflicto con otro mafioso
La consecuente lucha por el poder, a raíz de la detención de Provenzano, dirigida no solo por el aumento de la violencia en Sicilia, sino también a la probable reanudación de la cooperación entre la mafia siciliana y la familia criminal Gambino de Estados Unidos. Su creciente relación puede abrir nuevas posibilidades para la mafia siciliana para el blanqueo de dinero a través de instituciones de los Estados Unidos.
El 20 de junio de 2006, dos meses después de la detención de Provenzano, las autoridades emitieron 52 órdenes de detención contra el escalón superior de la Cosa Nostra en la ciudad de Palermo (Operación Gotha). Entre los detenidos fueron Antonio Rotolo y su mano derecha y sus cabecillas Antonino Cinà (que había sido el médico personal de Salvatore Riina y de Provenzano) y el constructor Francesco Bonura, así como Gerlando Alberti, el envejecido pionero de las refinerías de heroína. La investigación ha demostrado que Rotolo había construido una especie de federación dentro de la mafia, integrada por 13 familias agrupadas en cuatro clanes. La ciudad de Palermo estuvo gobernada por este triunvirato que sustituye a la mafia de Palermo de la Comisión, cuyos miembros están todos en la cárcel.
La investigación también indicó que la posición de Salvatore Lo Piccolo no era indiscutible. Un conflicto entre Lo Piccolo y Rotolo se desarrolló por una solicitud del clan Inzerillo para su regreso a Palermo. La familia Inzerillo ha sido uno de los clanes cuyos líderes - entre ellos Salvatore Inzerillo - fueron asesinados en 1981 por los Corleonesi durante la segunda guerra mafiosa y que había estado en el exilio en los Estados Unidos. Rotolo estuvo opuesto al permiso de Lo Piccolo a regresar el clan Inzerillo, por temor a la venganza porque Rotolo participó en el asesinato de Santo Inzerillo, hermano del capo asesinado Salvatore.
Con la detención de Rotolo y otros, las autoridades afirman que evitaron el estallido de una auténtica guerra dentro de la Cosa Nostra. De hecho, Rotolo, antes de la detención de Provenzano ya planeaba asesinar a Lo Piccolo y su hijo Sandro e incluso adquirió los barriles de ácido, utilizados para disolver cadáveres rivales. Según algunos observadores, las detenciones de Rotolo, Cinà y Bonura (miembros del triunvirato leal a los Corleonesi), ha dado una rienda suelta a Lo Piccolo en Palermo.

## Tensiones en aumento
En agosto de 2006, 2 sicarios mataron a tiros a Giuseppe D'Angelo de 63 años en plena luz en el distrito de Palermo de Tommaso Natale. D'Angelo fue asesinado porque su cara era idéntica al jefe de 72 años del distrito de Tommaso Natale de Palermo, Bartolomeo Spatola. En septiembre siguiente, Spatola desapareció. La prensa aseguró que los hombres de Salvatore Lo Piccolo habían secuestrado y asesinado a Spatola porque él, según se dice, había apoyado el plan de Antonio Rotolo de asesinar a Lo Piccolo y a su hijo Sandro. 
En marzo de 2007, la policía descubrió un gran arsenal de armas en el campo, fuera de Palermo. Las armas "estaban listas para ser utilizadas", y opinaron que la actual ausencia de violencia en Palermo "no significaba que el peligro de una nueva guerra de mafias había sido evitada".
El 13 de junio de 2007, 2 gatilleros mataron al jefe de la mafia de 46 años Nicola Ingarao - un aliado de Nino Rotolo. El servicio de inteligencia doméstico de Italia SISDE, advirtió que el asesinato de Ingarao posiblemente marcó el regreso de la mafia a la violencia. 
Un fiscal de Antimafia indicó este punto de vista afirmando que el asesinato "podría ser un signo de la reorganización, la estabilización, o una guerra potencial de la guerra entre las mafias." Lo Piccolo, según se dice, ordenó el asesinato de Ingarao por dos motivos: 1) Ingarao se opuso ir de vuelta a la familia Inzerillo; y 2) la eliminación de Ingarao permitiría a Lo Piccolo asegurarle el control del distrito de Palermo central de Porta Nuova para bandas no hostiles.

## Arresto
El 5 de noviembre de 2007, Lo Piccolo y su hijo Sandro, así como otros dos mafiosos, Gaspare y Andrea Pulizzi Adamo, fueron detenidos en una villa en Giardinello, entre Cinisi y Terrasini. La Policía dispararó varias disparos al aire de advertencia mientras se encontraban en contra de los mafiosos, que fueron todos armados, pero al parecer opusieron resistencia. Sandro Lo Piccolo, entre lágrimas, gritó "Te quiero papá!" Varias veces mientras se le estaba esposando. Los cuatro fueron puestos bajo arresto en un avión y en un helicóptero de la policía hacia Palermo, la principal estación de policía. La operación fue posible gracias a la información proporcionada por Francesco Franzese, que fue detenido el 2 de agosto de 2007. Su familia se ha trasladado a un escondite secreto para evitar represalias.
Los oficiales comentaron que la cara de Lo Piccolo era completamente diferente a la de la foto del retrato robot de él (mirar imágenes en esta página). Lo Piccolo no dijo ni una palabra y solamente se rio cuando los fiscales notaron que él no se parecía al hombre de la foto tomada a principios de este año. 

## Derechos y deberes
En noviembre del año 2007 Salvatore Lo Piccolo fue capturado. Entre los numerosos papeles que encontró la policía en su escondite, se destacan documentos que describen con todo lujo de detalles el secretismo, las reglas de honor y la fidelidad que caracterizan a la Cosa Nostra.
1. Nadie que no esté vinculado a la Cosa Nostra podrá hablar con ningún miembro sin un tercero que lo presente.
2. No desearás la mujer del prójimo.
3. Se prohíbe cualquier tipo de relación con la policía u otros cuerpos de seguridad del estado.
4. No se deben frecuentar bares, tabernas ni círculos sociales.
5. Hay que estar disponible en todo momento aunque la propia esposa esté dando a luz.
6. Hay que ser siempre puntual y respetar todas las citas.
7. Hay que respetar a la esposa.
8. Hay que decir la verdad siempre ante cualquier situación.
9. No apropiarse del dinero de otras personas o familias.
10. Queda prohibida la pertenencia a la familia a aquellos hombres que tengan parientes cercanos en los cuerpos de seguridad del estado, a aquellos que hayan traicionado a su mujer y a los que no tengan buen comportamiento ni valores morales.

## Páginas externas
- Policías italianos detienen a Salvatore "Lo Piccolo", jefe de la Cosa Nostra

- Detenido Salvatore Lo Piccolo, jefe Cosa Nostra fugitivo desde hace 25 años

- Detenido en Sicilia Salvatore Lo Piccolo, el actual máximo responsable de la Cosa Nostra